# Cyril Massarotto
Œuvres principales
Dieu est un pote à moi
Cyril Massarotto, né le 25 juin 1975 à Perpignan (Pyrénées-Orientales), est un écrivain français. Ses 9 premières œuvres sont toutes éditées chez XO éditions et son premier roman, Dieu est un pote à moi, est traduit dans 15 langues à travers le monde.
Son dernier roman, Les Dédicaces, est sorti chez Flammarion le 9/9/2020.

## Œuvres
- 2008 : Dieu est un pote à moi, XO éditions – prix Méditerranée des lycéens 2009
- 2009 : Cent Pages blanches, XO éditions
- 2010 : Je suis l'homme le plus beau du monde, XO éditions
- 2011 : La Petite Fille qui aimait la lumière, XO éditions
- 2012 : Le Premier Oublié, XO éditions
- 2013 : Le Petit Mensonge de Dieu, XO éditions
- 2014 : Trois Enfants du siècle, XO éditions
- 2017 : Quelqu'un à qui parler, XO éditions
- 2018 : Click and Love, XO éditions
- 2020 : Les Dédicaces, Flammarion

## Adaptations

### Adaptation télévisée
- 2012 : Cent Pages blanches de Laurent Jaoui, téléfilm[2].
- 2019 : Le Premier Oublié de Christophe Lamotte, téléfilm[3].

### Adaptation BD
- 2021 : Quelqu'un à qui parler de Grégory Panaccione, bande dessinée [4].